# ساداهيرو تاكاهاشي
ساداهيرو تاكاهاشي (باليابانية: 高橋 貞洋) (مواليد 17 أكتوبر 1959)، هو لاعب كرة قدم سابق كان يلعب كمهاجم.

## وصلات خارجية
- ساداهيرو تاكاهاشي على موقع الاتحاد الدولي (مؤرشف)  (الإنجليزية)
- ساداهيرو تاكاهاشي على موقع عالم كرة القدم.نت (الإنجليزية)